# Gros-Chastang
Gros-Chastang è un comune francese di 174 abitanti situato nel dipartimento della Corrèze nella regione della Nuova Aquitania.

## Società

### Evoluzione demografica
Abitanti censiti